# George Rice (Politiker)

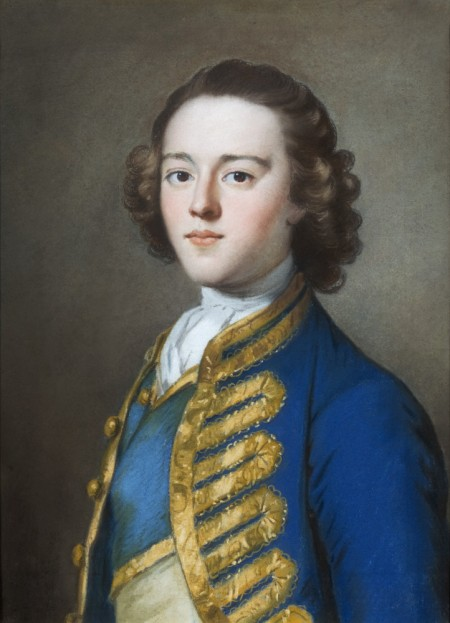
George Rice (Gemälde von William Hoare, um 1750)

George Rice (* 1724; † 2. August 1779) war ein britischer Politiker.

## Herkunft und Jugend
George Rice entstammte der alten walisischen Familie Rhys, die im 18. Jahrhundert zu den führenden Familien der Gentry von Carmarthenshire gehörte. Er war der einzige Sohn von Edward Rice und Lucy, einer Tochter von John Morley Trevor aus Glynde in Sussex. Sein Vater starb bereits 1727, und nach dem Tod seines Großvaters Griffith Rice 1729 erbte George Rice die Besitzungen der Familie. Er studierte 1742 am Christ Church College in Oxford, verließ das College jedoch ohne Abschluss und unternahm um 1747 eine Grand Tour.  

## Politische Karriere

### Mitglied im House of Commons
Rice gehörte wie sein Vater und sein Großvater den Whigs an. Seit 1738 schwelte zwischen den Whigs von Carmarthenshire unter Führung von Griffith Philipps von Cwmgwili und den westwalisischen Tories unter Führung von Sir John Philipps von Picton ein Konflikt um die politische Vorherrschaft in Carmarthen, der teilweise gewaltsam ausgetragen wurde und erst 1764 endete. Nach einem teuren Wahlkampf wurde Rice bei der Unterhauswahl 1754 als Knight of the Shire für Carmarthenshire gewählt. Zur Finanzierung des Wahlkampfs in Südwales hatte er vom Duke of Newcastle, dem Premierminister, mit dem er über seine Mutter verwandt war, geheime Zuwendungen in Höhe von £ 173 erhalten. Folglich unterstützte er im House of Commons die Regierung des Duke of Newcastle. Bei der Unterhauswahl 1761 konnte er sein Mandat wieder gewinnen. Dazu war er ab 1755 Lord Lieutenant von Carmarthenshire.

### Mitglied des Board of Trade und Treasurer of the Chamber
Rice heiratete am 16. August 1756 Cecil Talbot, die Tochter und Erbin von William Talbot, 2. Baron Talbot. Durch seinen Schwiegervater kam Rice mit dem Earl of Bute in Kontakt, dem damaligen Günstling von König Georg III. und Führer der Tories. Mit Billigung des Earls of Bute wurde Rice im Frühjahr 1761 Mitglied des Board of Trade, wodurch er jährliche Bezüge in Höhe von £ 1000 erhielt. Dieses Amt behielt er bis 1770, anschließend erhielt er das lukrative Amt des Treasurer of the Chamber. Durch dieses Amt wurde er auch Mitglied des Privy Council. 

### Sprecher der Regierung gegenüber den nordamerikanischen Kolonien
Bei den Unterhauswahlen von 1768 und 1774 wurde Rice unangefochten als Knight of the Shire wiedergewählt und unterstützte die Whig-Regierungen des Duke of Grafton und von Lord North. Im House of Commons war er Sprecher der Whigs für die Belange der nordamerikanischen Kolonien. Obwohl er erkannte, dass die Besteuerung der Kolonisten ohne Gewährung parlamentarischer Vertretung zu Konflikten führen würde, forderte er die Einführung der Besteuerung und lehnte nach der Boston Tea Party Zugeständnisse an die Kolonisten ab. Nach Beginn des Amerikanischen Unabhängigkeitskriegs meldete er sich weniger oft zu Wort.

## Familie und Nachkommen
Ab 1775 ließ Rice den Park seines Landsitzes Newton House in Carmarthenshire durch Capability Brown umgestalten. 
Mit seiner Frau Cecil hatte er drei Söhne und drei Töchter:
- Henrietta Cecilia Rice (1758–1849) ⚭ Magens Dorrien Magens († 1849)
- Lucy Rice
- George Talbot Rice, 3. Baron Dynevor 1765–1852
- William Rice (1769–1780) ⚭ Charlotte Lascelles († 1832),
- Maria Rice (1773–1810) ⚭ John Markham
- Edward Rice 1779–1862

Sein Erbe wurde sein ältester Sohn George. Da sein zum Earl Talbot erhobener Schwiegervater keine männliche Nachkommen hatte, wurde mit besonderer Berücksichtigung auf seine Nachkommen 1780 für diesen der Titel Baron Dynevor geschaffen, den nach seinem Tod 1782 seine Tochter Cecil und schließlich nach ihrem Tod ihr Sohn George erbte.